# Sphenomorphus misolense
Espèce
Synonymes
- Lygosoma misolense Vogt, 1928

Sphenomorphus misolense est une espèce de sauriens de la famille des Scincidae.

## Répartition
Cette espèce est endémique de Misool dans les îles Raja Ampat en Indonésie.

## Étymologie
Son nom d'espèce, composé de misol et du suffixe latin -ense, « qui vit dans, qui habite », lui a été donné en référence au lieu de sa découverte.

## Publication originale
- Vogt, 1928 : Über einige Eidechsen der Molukkeninsel Misol. Zoologischer Anzeiger, vol. 76, no 11/12, p. 333-335